# Lipotriches mozambensis
Lipotriches mozambensis là một loài Hymenoptera trong họ Halictidae. Loài này được Pauly mô tả khoa học năm 2003.